# Juli Vila i Prades
Juli Vila i Prades (València, 9 d'abril de 1873 - Barcelona, 9 de juliol de 1930) va ser un pintor.

## Biografia
Va estudiar a la Reial Acadèmia de Belles arts de Sant Carles de València. Allà va ser deixeble de Francesc Domingo Marqués, Juan Peyró Urrea i de Joaquim Agrassot, a Madrid, i va assistir al taller de Joaquim Sorolla.
Un cop finalitzats els estudis, un dels primers premis rebuts va ser amb la seva pintura Sobre l'arròs, que va obtenir un segon premi l'any 1904. Vila i Prades es va establir a Buenos Aires i estant a l'Argentina va pintar diverses obres com Conduint hisenda i Primera Junta. Va deixar obres seves en diversos països llatinoamericans, tal és el cas de Xile, on es troba la seva pintura El pas de l'Exèrcit Llibertador per la serralada dels Andes (1909, Museu Històric i Militar de Xile).
A Espanya, es pot veure obra seva en museus com el Museu de la Reial Acadèmia de Belles arts de Sant Ferran, que conserva un retrat masculí datat en 1904, al Museu del Prado, propietari de Conduint hisenda, oli presentat a l'Exposició nacional de 1906, dipositat en la Capitania General de Sevilla, i Espígols 8 de setembre de 1925. Al Museu Carmen Thyssen Màlaga s'exposa el quadre Valencians (1908), que és una còpia de Retrats d'Elena i María amb vestits valencians antics (1908) de Sorolla, obra costumista que retrata a les filles de Sorolla. També hi ha obra seva al Círculo Ecuestre.
El seu germà va ser el periodista Baldomero Vila Prades, nascut el 1870.